# Wiel Coerver
Wiel Coerver (Kerkrade, 3 de diciembre de 1924 – Kerkrade, 22 de abril de 2011), también conocido como el "Albert Einstein del fútbol", fue un entrenador de fútbol holandés, gran ideólogo del "Método Coerver", una técnica de entrenamiento en el fútbol.

## Biografía
Coerver jugó cinco años en el equipo del Rapid JC, con el que ganó el título de Liga en 1956. Después de retirarse como jugador, entrenó los equipos de S.V.N., Rapid JC, Sparta, N.E.C., Feyenoord y el Go Ahead Eagles así como a la Selección de Indonesia. Consiguió la Copa de la UEFA con el Feyenoord Rotterdam en la temporada 1973–1974 así como también el título de la Eredivisie.

### Método Coerver
El Método Coerver es una técnica de entrenamiento que creó el propio Coerver. A base de analizar mediante vídeos las técnicas de grandes futbolistas como Pelé, ideó un nuevo concepto en el fútbol que defiende que la habilidad no solo puede ser inherente a los jugadores jóvenes, sino que también puede transmitirse de una manera académica integral. Bajo esta técnicas, los jugadores progresaban de una manera planificada, piramidal, desde los conceptos básicos del dominio del balón al ataque colectivo impulsado tácticamente. Estarían expuestos a los otros elementos esenciales como recibir y pasar, movimientos de uno contra uno, velocidad y remate.

## Palmarés
Feyenoord
- Eredivisie: 1973–74
- UEFA Cup: 1973–74